# Echoes Calling
Az Echoes Calling a The Qualitons együttes harmadik nagy lemeze. 2019-ben megkapta a Fonogram-díjat, illetve ennek a lemeznek köszönhetően jutottak ki a amerikába, ahol a KEXP stúdióban előadták az album anyagát.                                                           
Az album a 60-as és a 70-es évekre jellemző pszichedelikus rock stílusban készült. Ez a dalok hosszán is meglátszik. Míg elődei CD formátumban jelentek meg, ez bakeliten (Vinyl).

## Az album dalai
| 1.    | Fading        | G. Szabó Hunor | G. Szabó Hunor, Sena Dagadu    | 4:02 |
| 2.    | All we can do | G. Szabó       | Nathaliel Baratt, G. Szabó     | 7:17 |
| 3.    | Conte         | Hock Ernő      | Baratt, Boros Levente          | 5:13 |
| 4.    | Echo          | G. Szabó       | Baratt, G. Szabó               | 4:35 |
| 5.    | Draw a line   | The Qualitons  | Baratt, G. Szabó               | 8:55 |
| 6.    | Doubt         | G. Szabó       | Baratt, G. Szabó, Menyhei Ádám | 9:30 |
| 7.    | Remember      | Hock           | Kis-Várday Márton, Hock Ernő   | 5:37 |
| 44:11 |               |                |                                |      |

## Közreműködők
- G. Szabó Hunor: Ének, ritmus gitár, basszusgitár, dob
- Hock Ernő: Basszusgitár, ének, ütők, vokál
- Szőke Barna: Gitár
- Menyhei Ádám: Billentyűs hangszerek, Ének (6), vokál
- Boros Levente: Dobok, vokál, ének (3), furulya (6)